# Zdeněk Malina
Promovaný fyzik Zdeněk Malina (* 5. ledna 1944) byl český a československý politik, po sametové revoluci poslanec Sněmovny lidu Federálního shromáždění za Občanské fórum, později za Občanskou demokratickou stranu.

## Biografie
Profesně je k roku 1990 uváděn jako fyzik podniku Tesla Blatná, bytem Blatná.
V lednu 1990 zasedl v rámci procesu kooptací do Federálního shromáždění po sametové revoluci do Sněmovny lidu (volební obvod č. 39 – Strakonice, Jihočeský kraj) jako bezpartijní poslanec, respektive poslanec za Občanské fórum. Mandát za OF obhájil ve volbách roku 1990. Po rozpadu Občanského fóra přešel do parlamentního klubu Občanské demokratické strany. Za ODS byl opětovně zvolen ve volbách roku 1992. Ve Federálním shromáždění setrval do zániku Československa v prosinci 1992.
Šéfredaktor Blatenských listů od r. 1990.